# Sanfilippodytes barbarensis
Sanfilippodytes barbarensis là một loài bọ cánh cứng trong họ Bọ nước. Loài này được Wallis miêu tả khoa học năm 1933.